# Джек Бобрідж
Джек Бобрідж  (англ. Jack Bobridge; нар. 13 липня 1989, Аделаїда, Австралія) — австралійський велогонщик, олімпійський медаліст.

## Виступи на Олімпіадах
| Олімпіада   | Дисципліна                                 | Місце |
| ----------- | ------------------------------------------ | ----- |
| Пекін 2008  | Командна гонка переслідування, 4000 метрів | 4     |
| Лондон 2012 | Командна гонка переслідування, 4000 метрів | 2     |
| Ріо 2016    | Командна гонка переслідування, 4000 метрів | 2     |